# Draconettidae
Draconettidae (Pitvissen) zijn een familie van straalvinnige vissen uit de orde van Baarsachtigen (Perciformes).

## Geslachten
- Centrodraco Regan, 1913
- Draconetta D. S. Jordan & Fowler, 1903